# Желтушка Ершова
Желтушка Ершова (лат. Colias erschoffii) — дневная бабочка рода Colias из подсемейства желтушки семейства белянки. Видовое название дано в честь известного русского лепидоптеролога Николая Григорьевича Ершова. Один из самых крупных и наиболее слабоизученных видов из высокогорных желтушек.

## Синонимы[2]
- erschoffii — Colias erschoffii ALPHÉRAKY, 1881
  - C. aurantiaca — Colias erschoffii [f.] aurantiaca VERITY, 1907 (IS)
  - C. aurantiacoflava — Colias erschoffii [f.] aurantiacoflava VERITY, 1907 (IS)
  - C. clara — Colias erschoffii [ab.] clara RÖBER, 1907 (IS)
  - C. erschovi — Colias erschovi AVINOFF, 1910 (ISS)
  - C. ershovi — Colias ershovi KORSHUNOV, 1972 (ISS)
  - C. pseudohyale — Colias erschoffii [ab.] pseudohyale VERITY, 1909 (IS)
  - C. pseudophyale — Colias erschoffii pseudophyale KUDRNA, 1983 (ISS)
- tancrei — Colias erschoffii [var.] tancrei AUSTAUT, 1890 (JSS)

## Описание
Размах крыльев самца до 49 мм, самки — 55 −60 мм.

## Ареал
Эндемик Северо-Восточного Тянь-Шаня. Населяет южные и северные склоны в высотных поясах елового леса и субальпийском поясе на высотах от 1900 до 2800 м н.у.м. Встречается на разнотравных лугах. Встречается вид редко и спородично.

## Биология
Развивается за год в одно поколение. Время лёта бабочек наблюдается в июле. Полет бабочек быстрый, стремительный. Самцы способны к значительным перелетам в посиках самок. Гусеница живёт на травянистом астрагале.

## Замечания по охране
Занесёна в Красную книгу Казахстана — категория «редкий вид».